# Saison 1997-1998 des Celtics de Boston
La saison 1997-1998 des Celtics de Boston est la 52e saison de la franchise américaine de la National Basketball Association (NBA).
Lors de la draft 1997, les Celtics ont choisi Chauncey Billups de l’Université du Colorado avec le troisième choix, et Ron Mercer avec le sixième choix,. Avec le second pire bilan général lors de la saison précédente, les Celtics ont embauché un nouvel entraîneur en chef, Rick Pitino,,. Lors de l'intersaison, l’équipe a signé l’agent libre Chris Mills, mais l’a de suite envoyé aux Knicks de New York en échange de Walter McCarty,, démarrant sa deuxième année, et a également signé le pivot Travis Knight, Andrew DeClercq, Bruce Bowen et Tyus Edney.
Le début de carrière de Pitino aux Celtics fut prometteur lors de la soirée d’ouverture, lorsque les Celtics ont battu Michael Jordan, et le champion NBA en titre à 5 reprises, les Bulls de Chicago, 92-85, au Fleet Center le 31 octobre 1997,. À la mi-saison, l’équipe a échangé Billups avec Dee Brown contre les Raptors de Toronto en échange de Kenny Anderson et Popeye Jones,,. Les Celtics avaient un bilan de 22-25 lors de la trêve du NBA All-Star Game. Bien que l’équipe n’ait pas participé aux playoffs cette saison, elle a amélioré son bilan de saison régulière avec 21 victoires par rapport à la saison précédente, terminant sixième dans la division Atlantique avec un bilan de 36-46.
La joueur de deuxième année, Antoine Walker, a obtenu en moyenne 22,4 points, 10,2 rebonds et 1,7 interception par match, et a été sélectionné pour le NBA All-Star Game 1998, tandis que Mercer obtient en moyenne 15,3 points et 1,6 interception par match, et est nommé dans la NBA All-Rookie First Team.

## Draft
| Tour | Rang | Joueur           | Position | Nationalité | Provenance        |
| ---- | ---- | ---------------- | -------- | ----------- | ----------------- |
| 1    | 3    | Chauncey Billups | PG       | États-Unis  | Colorado          |
| 1    | 6    | Ron Mercer       | SF/SG    | États-Unis  | Kentucky          |
| 2    | 56   | Ben Pepper       | C        | Australie   | Newcastle Falcons |

## Classements de la saison régulière
| Conférence Est | Conférence Est         | Conférence Est | Conférence Est | Conférence Est |
| No             | Franchise              | Vic.           | Déf.           | PCT            |
| -------------- | ---------------------- | -------------- | -------------- | -------------- |
| 1              | Bulls de Chicago C     | 62             | 20             | 75.6           |
| 2              | Heat de Miami          | 55             | 27             | 67.1           |
| 3              | Pacers de l'Indiana    | 58             | 24             | 70.7           |
| 4              | Hornets de Charlotte   | 51             | 31             | 62.2           |
| 5              | Hawks d'Atlanta        | 50             | 32             | 61.0           |
| 6              | Cavaliers de Cleveland | 47             | 35             | 57.3           |
| 7              | Knicks de New York     | 43             | 39             | 52.4           |
| 8              | Nets du New Jersey     | 43             | 39             | 52.4           |
|                |                        |                |                |                |
| 9              | Wizards de Washington  | 42             | 40             | 51.2           |
| 10             | Magic d'Orlando        | 41             | 41             | 50.0           |
| 11             | Pistons de Détroit     | 37             | 45             | 45.1           |
| 12             | Celtics de Boston      | 36             | 46             | 43.9           |
| 12             | Bucks de Milwaukee     | 36             | 46             | 43.9           |
| 14             | 76ers de Philadelphie  | 31             | 51             | 37.8           |
| 15             | Raptors de Toronto     | 16             | 66             | 19.5           |

| Division Atlantique   | V  | D  | PCT  | GB |
| --------------------- | -- | -- | ---- | -- |
| Heat de Miami         | 55 | 27 | 67.1 | -  |
| Knicks de New York    | 43 | 39 | 52.4 | 12 |
| Nets du New Jersey    | 43 | 39 | 52.4 | 12 |
| Wizards de Washington | 42 | 40 | 51.2 | 13 |
| Magic d'Orlando       | 41 | 41 | 50.0 | 14 |
| Celtics de Boston     | 36 | 46 | 43.9 | 19 |
| 76ers de Philadelphie | 31 | 51 | 37.8 | 24 |

## Effectif
| Numéro | Joueur          | Position | Provenance                              |
| ------ | --------------- | -------- | --------------------------------------- |
| 0      | Walter McCarty  | SF       | Kentucky                                |
| 5      | Ron Mercer      | SG       | Kentucky                                |
| 7      | Kenny Anderson  | PG       | Georgia Tech                            |
| 8      | Antoine Walker  | PF       | Kentucky                                |
| 9      | Greg Minor      | SG       | Louisville                              |
| 11     | Dana Barros     | PG       | Boston College                          |
| 12     | Bruce Bowen     | SF       | Cal State Fullerton                     |
| 13     | Dontae' Jones   | SF       | Northeast Mississippi Community College |
| 20     | Tyus Edney      | PG       | UCLA                                    |
| 29     | Pervis Ellison  | PF       | Louisville                              |
| 34     | Reggie Hanson   | SF       | Kentucky                                |
| 40     | Travis Knight   | C        | UConn                                   |
| 45     | Andrew DeClercq | C        | Florida                                 |
| 55     | Žan Tabak       | C        | Croatie                                 |

## Statistiques
| Joueur           | MJ | MC | MPG  | FG%  | 3P%  | FT%  | RPG  | APG | SPG | BPG | PPG  |
| ---------------- | -- | -- | ---- | ---- | ---- | ---- | ---- | --- | --- | --- | ---- |
| Kenny Anderson   | 16 | 16 | 24.1 | .435 | .370 | .837 | 2.4  | 6.3 | 1.6 | 0.0 | 11.2 |
| Dana Barros      | 80 | 15 | 21.1 | .461 | .407 | .847 | 1.9  | 3.6 | 1.0 | 0.1 | 9.8  |
| Chauncey Billups | 51 | 44 | 25.4 | .390 | .339 | .817 | 2.2  | 4.3 | 1.5 | 0.0 | 11.1 |
| Bruce Bowen      | 61 | 9  | 21.4 | .409 | .339 | .623 | 2.9  | 1.3 | 1.4 | 0.5 | 5.6  |
| Dee Brown        | 41 | 10 | 19.8 | .427 | .381 | .679 | 1.5  | 1.3 | 1.1 | 0.1 | 6.8  |
| Andrew DeClercq  | 81 | 49 | 18.8 | .497 | .000 | .601 | 4.8  | 0.7 | 1.0 | 0.6 | 5.4  |
| Tyus Edney       | 52 | 7  | 12.0 | .431 | .300 | .793 | 1.1  | 2.7 | 1.0 | 0.0 | 5.3  |
| Pervis Ellison   | 33 | 8  | 13.5 | .571 | -    | .588 | 3.3  | 0.9 | 0.6 | 0.9 | 3.0  |
| Reggie Hanson    | 8  | 0  | 3.3  | .500 | -    | -    | 0.8  | 0.1 | 0.3 | 0.1 | 0.8  |
| Dontae' Jones    | 15 | 0  | 6.1  | .333 | .261 | -    | 0.6  | 0.3 | 0.1 | 0.2 | 2.9  |
| Travis Knight    | 74 | 21 | 20.3 | .441 | .273 | .786 | 4.9  | 1.4 | 0.7 | 1.1 | 6.5  |
| Walter McCarty   | 82 | 64 | 28.5 | .404 | .309 | .742 | 4.4  | 2.2 | 1.3 | 0.5 | 9.6  |
| Ron Mercer       | 80 | 62 | 33.3 | .450 | .107 | .839 | 3.5  | 2.2 | 1.6 | 0.2 | 15.3 |
| Greg Minor       | 69 | 16 | 16.3 | .436 | .194 | .686 | 2.2  | 1.3 | 0.8 | 0.2 | 5.0  |
| Roy Rogers       | 9  | 0  | 4.1  | .375 | -    | .500 | 0.6  | 0.1 | 0.2 | 0.4 | 0.8  |
| Žan Tabak        | 18 | 5  | 12.9 | .473 | -    | .538 | 3.2  | 0.7 | 0.3 | 0.6 | 3.3  |
| John Thomas      | 33 | 2  | 11.2 | .513 | -    | .788 | 2.1  | 0.4 | 0.6 | 0.3 | 3.3  |
| Antoine Walker   | 82 | 82 | 39.9 | .423 | .312 | .645 | 10.2 | 3.3 | 1.7 | 0.7 | 22.4 |

## Récompenses
- Antoine Walker, NBA All-Star
- Ron Mercer, NBA All-Rookie First Team